# Freeman Spur
Freeman Spur es una villa ubicada en el condado de Williamson en el estado estadounidense de Illinois. En el Censo de 2010 tenía una población de 287 habitantes y una densidad poblacional de 275,65 personas por km².

## Geografía
Freeman Spur se encuentra ubicada en las coordenadas 37°51′36″N 89°00′00″O / 37.86000, -89.00000. Según la Oficina del Censo de los Estados Unidos, Freeman Spur tiene una superficie total de 1.04 km², de la cual 1.03 km² corresponden a tierra firme y (0.75%) 0.01 km² es agua.

## Demografía
Según el censo de 2010, había 287 personas residiendo en Freeman Spur. La densidad de población era de 275,65 hab./km². De los 287 habitantes, Freeman Spur estaba compuesto por el 94.43% blancos, el 4.18% eran afroamericanos, el 0.35% eran amerindios, el 0% eran asiáticos, el 0% eran isleños del Pacífico, el 0% eran de otras razas y el 1.05% pertenecían a dos o más razas. Del total de la población el 0.35% eran hispanos o latinos de cualquier raza.